# Pomeni imen asteroidov: 57001–58000
Pregled pomenov imen asteroidov (malih planetov) od številke 57001 do 58000, ki jim je Središče za male planete dodelilo številko in so pozneje dobili tudi uradno ime  v skladu z dogovorjenim načinom imenovanja. Pregled je preverjen z Schmadelovim “Slovarjem imen malih planetov” (“Dictionary of Minor Planet Names”). 
Pregled pojasnjuje izvor oziroma pomen imen asteroidov, ki ga je priznala Mednarodna astronomska zveza (IAU). Nekateri asteroidi imajo imajo dodatno pojasnilo o izvoru imena, ki pa vedno ni popolnoma zanesljivo (oznaka “†” ali “‡“). 
| Ime                | Začasna oznaka | Izvor imena |
| 57001–57100        | 57001–57100    | 57001–57100 |
| 57101–57200        | 57101–57200    | 57101–57200 |
| 57201–57300        | 57201–57300    | 57201–57300 |
| 57301–57400        | 57301–57400    | 57301–57400 |
| ------------------ | -------------- | --- |
| 57359 Robcrawford  | 2001 RC        | Robert W. Crawford, ameriški svetovalec za okolje in energijo, ljubiteljski astronom in fizik † |
| 57401–57500        |                | |
| 57424 Caelumnoctu  | 2001 SP22      | številka asteroida predstavlja datum 24.4.(19)57 kar pomeni 24. april 1957, to je datum prenosa prve BBCjeve oddaje v seriji Nebo ponoči (The Sky at Night ali po latinsko Caelum noctu, kar je dalo ime asteroidu) †                                  |
| 57501–57600        |                | |
| 57567 Crikey       | 2001 TS56      | "Crikey!", značilna fraza, ki jo je uporabljal Steve Irwin, avstralski zoolog, naravoslovec in televizijski voditelj † |
| 57601–57700        |                | |
| 57658 Nilrem       | 2001 UJ1       | Jean-Claude Merlin ("Merlin" zapisano nazaj, ker so že prej odkrili in po njem imenovali asteroid 2598 Merlin), imenuje se po francoskem astronomu, ki je bil ustanovni predsednik Astronomske družbe Burgundije (Société astronomique de Bourgogne) † |
| 57701–57800        |                | |
| 57801–57900        |                | |
| 57879 Cesarechiosi | 2002 AD1       | Cesare Chiosi, italijanski profesor astrofizike na Univerzi v Padovi † |
| 57901–58000        |                | |

| Predhodnik: 56001–57000 | Pomeni imen asteroidov Seznam asteroidov (57001-57250) Seznam asteroidov (57251-57500) Seznam asteroidov (57501-57750) Seznam asteroidov (57751-58000) | Naslednik: 58001–59000 |